# Perdita bebbiae
Perdita bebbiae är en biart som beskrevs av Timberlake 1956. Perdita bebbiae ingår i släktet Perdita och familjen grävbin. Inga underarter finns listade i Catalogue of Life.